# アヴァール

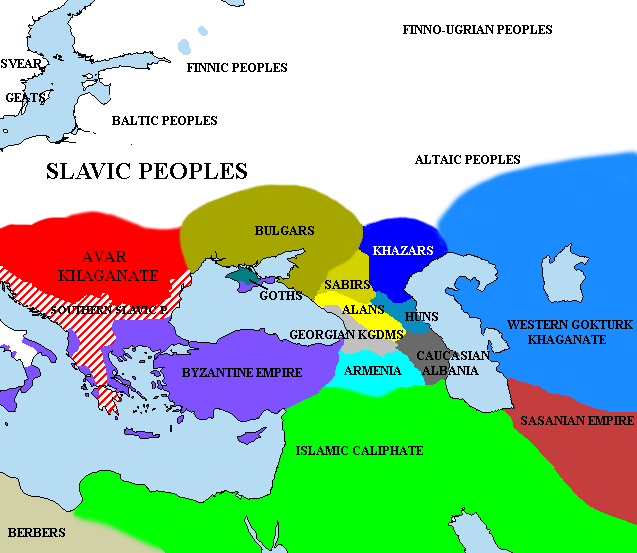
アヴァールの位置。西の赤色がアヴァール可汗国。中央の黄土色が大ブルガリア、南の紫色は東ローマ帝国、東の濃い青はハザール汗国、その東の薄い青は西突厥、南の緑は初期のイスラム帝国。

アヴァール (Avars) は、 5世紀から9世紀に中央アジアおよび中央・東ヨーロッパで活動した遊牧民族。支配者は東アジアの遊牧国家君主号であるカガン（khagan：可汗）を称したため、その国家はアヴァール可汗国とも呼ばれる。東ローマの一部史料ではジュジェン（Geougen）、ルーシの史料ではオーブル人（Obrs）とも呼ばれる。

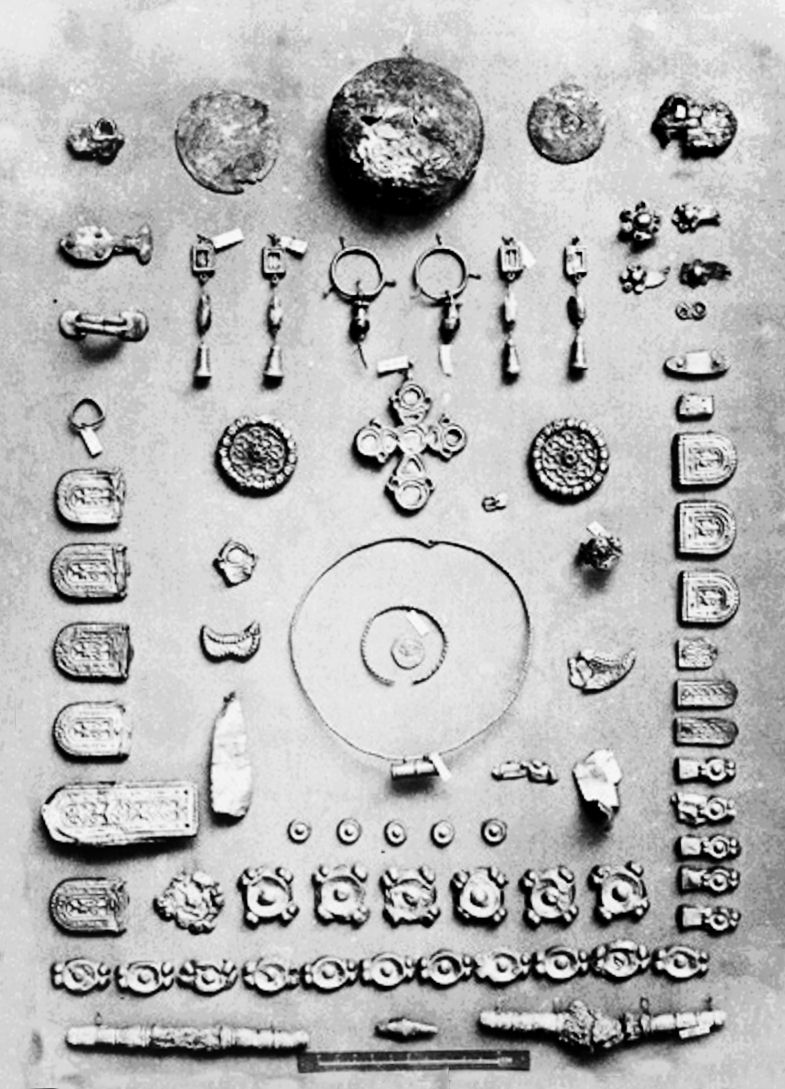
ハンガリー出土の装飾品

## 概要
フンが姿を消してから約1世紀の後、フンと同じく現在のハンガリーの地を本拠に一大遊牧国家を築いたのがアヴァールである。フンほどの強大さはなく、またアッティラほど傑出した指導者がいたわけでもなく、さらに周辺民族による記録が少なかったためにアヴァールの歴史はよく知られていない。しかし、アヴァールは東ローマ帝国およびフランク王国と接触し、スラヴ諸民族の形成に大きな影響を与えた。

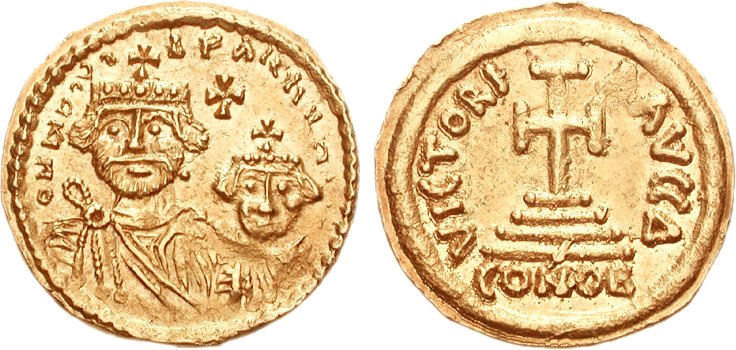
6・7世紀の硬貨

## 起源
アヴァールの起源は記録として後世に伝わっておらず、いくつかの仮説が立てられた。
- 突厥に敗れた柔然が西に逃れてアヴァールになったとする説（下記および柔然＝アヴァール説を参照）[2]。
- 柔然とエフタルがアヴァールになったとする説[2]。
- 柔然とアヴァールは同一民族であり，彼等の自称は蛇を意味する語（中世モンゴル語ではAbarga、近隣の突厥語ではAbakan、女真語ではAbahai）で、意訳した名称が蠕蠕、柔然、Sharii（サーサーン朝）、音訳した名称をApar（突厥碑文）、Avars（東ローマ）とする説[3]。

## 歴史

### 東ローマ帝国との同盟
アヴァールが歴史上に現れるのは558年のことで、時に東ローマ帝国ではユスティニアヌス1世（在位：518年 - 565年）の治世であった。
アヴァールは突厥に追われて北カフカスに姿を現し、アラン人の仲介で東ローマ帝国と同盟関係を結んだ。
561年、アヴァールはドナウ川下流域に達し、西進しつつ周辺のウティグル，クトリグル，サビルなどの諸族、およびベッサラビアのアントを服属させた。さらにアヴァールはドナウ川を渡り、ドブルジャに定住したいと東ローマ帝国に要求したが、帝国に無視されてしまう。一方でアヴァールはフランク人のメロヴィング朝とも接触しており、562年のアウストラシア王ジギベルト1世との戦い（テューリンゲンの会戦）で敗北したが、中部ヨーロッパで着々と地盤を築いていった。
567年、アヴァールはゲルマン系のランゴバルド人と組み、ダキアとトランシルヴァニア、東パンノニアに割拠していたゲルマン系のゲピド族を滅ぼし、その地を奪った（アヴァール可汗国の建国）。翌年（568年）、ランゴバルドがイタリア半島に向かいランゴバルド王国を建国すると、アヴァールはそれに代わってハンガリー平原全域を支配した。ここにおいてアヴァールの勢力範囲は、ティサ川流域を中心にボヘミアからドナウ川流域を経て南ロシアにおよぶ広大なものとなった。この年、突厥可汗国の室点蜜（Stembis）の使者がコンスタンティノープルに現れ、東ローマ帝国と対ペルシア同盟を組み友好関係を結んだ。
東ローマ帝国ではユスティニアヌス1世が死去し、ユスティヌス2世（在位：565年 - 578年）が即位していた。ユスティヌス2世はアヴァールに対して強硬姿勢を執り、アヴァールの使節に対して貢納の支払いを拒否したが、アヴァールの指導者バヤン・カガンの怒りを買い、バルカン半島の要衝であるサヴァ川沿いの要塞シルミウムを陥落寸前までに追い込まれた。これによって、ユスティヌス2世は574年にアヴァールへの貢納を再開することとなる。
東ローマ帝国と突厥可汗国は568年以来、使節を往来させていたが、ふたたび東ローマがアヴァールと同盟を組んだことで両者の関係が一気に崩れ、576年に突厥は東ローマの使節を非難するとともに（突厥はかつて自分たちが打ち破ったアヴァール人と同盟を結んだことに不信感を抱いた）クリミア半島の東ローマ領を征服した。

### アヴァールとスラヴ

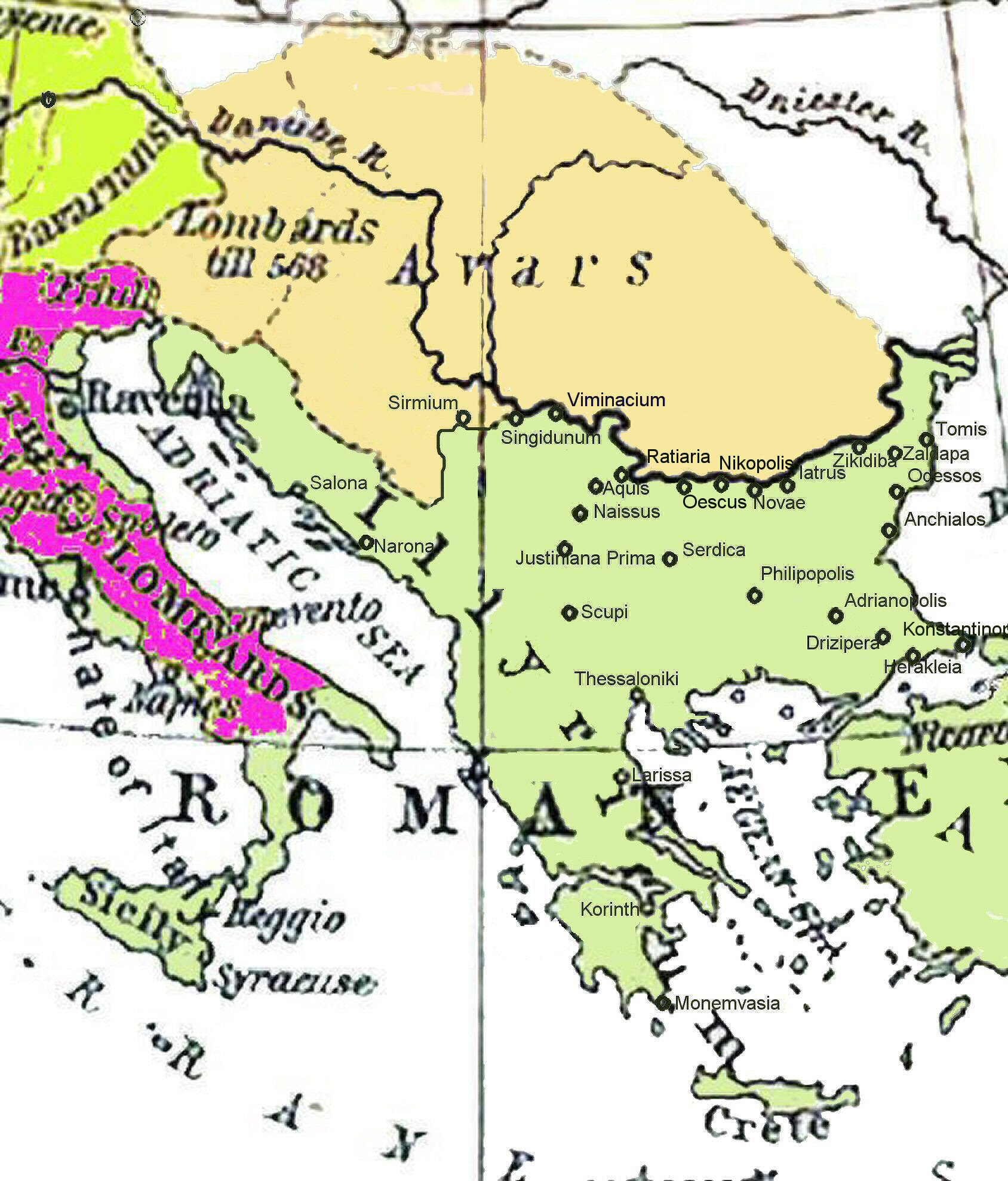
600年頃のアヴァール（Avars）と東ローマ（ROMAN EMPIRE）。

ユスティニアヌス1世の時代から多くのスラヴ人がドナウ川を渡って東ローマ帝国領に侵入していたため、ティベリウス2世（在位：578年 - 582年）はアヴァールを使ってスラヴの侵入を抑えようと考えた。しかし、アヴァールのバヤン・カガンは、スラヴとともに帝国領のトラキア，イリュリア，ギリシアに侵入し各地を略奪した。そして2年の攻囲の末に要塞シルミウムを陥落させる。
しかし、マウリキウス（在位：582年 - 602年）の時代になると（591年）、将軍プリスクスを北方の守備にあたらせ、シンギドゥヌムをアヴァールの手から奪還し、600年の和議でドナウ川を両国の国境とすることが決められた。翌年（601年）、プリスクスはドナウ川を越えてアヴァールに打撃を与えることに成功し、ほどなくしてバヤン・カガンも亡くなった。
602年にフォカス（在位：602年 - 610年）による帝位簒奪事件が起こると、北方の守備が手薄となり、ふたたびアヴァールとスラヴの侵入が激化。スラヴ人はバルカン半島南部（現在のギリシア）へ大量に移住した。
623年、アヴァールとスラヴ、サーサーン朝の軍勢がコンスタンティノープルを海と陸から攻撃。しかし、東ローマ帝国軍の防御は固く、陥落を免れた。

### アヴァール対スラヴ
623年頃、最初のスラヴ国家であるサモ王国（623年-658年）が旧チェコスロヴァキアの地に形成され、その地のスラヴ人がアヴァールの支配を脱した。626年、コンスタンティノープル包囲戦 (626年)で、アヴァールはサーサーン朝ペルシアとの同盟軍で侵攻したが、東ローマ帝国との海戦で敗北すると、混乱状態となり撤退した。一方、ヘラクレイオス（在位：610年 - 641年）は626年以降からスラヴ系のクロアト人，セルブ人をイリュリアに呼び寄せてアヴァールに対抗させ、635年にはアヴァールと敵対していた北カフカスのオノグル・ブルガールとも同盟を組み、アヴァール包囲網を形成したため、アヴァールによる西への拡大はくいとめられた（東ローマは、サーサーン朝ペルシアとの戦争、イスラム軍（正統カリフ）とのマストの戦い、イスラム軍（ウマイヤ朝）とのコンスタンティノポリス包囲戦により、北方に兵力をさけない状態だった）。
サモ王国は7世紀後半にアヴァールによって滅ぼされるが、すでにアヴァールの方も衰退期に入っており、全体としてはスラヴ人が独立性を強めていった。

### アヴァールの崩壊
791年、フランクのカール大帝がアヴァールに遠征し、804年までにドナウ川中流域を征服。一方で南のブルガールもアヴァールを追ってパンノニアまで進出したため、アヴァールはフランク、ブルガール、スラヴの3者によって分割され滅亡した。

## 考古学的時代区分
考古学遺物から判断すると、ヨーロッパに侵入したアヴァールの歴史は3つの時期に分けられる。
第1期
アヴァールは6世紀前半から百数十年の間に、ハンガリーのティサ川の東、ハンガリー盆地に留まっており、卓越した技術力と武力により東部のブルガール人を従属させ、東ローマ帝国に貢納を強いた。
第2期
7世紀の後半、ハンガリー盆地の全域、現在のウィーン付近まで拡大した。これはサモ王国の崩壊による。
第3期
8世紀以降、アヴァールの構成部族に非モンゴロイド的要素が加わる。

## 出土品
ハンガリーではアヴァールの馬具や武器甲冑、装飾品などが発見されているが、鐙、彎刀、鉄鎧、馬甲や青銅製のバックル、装身具、などの様式は周辺に類例が無くずっと東方の北東アジアに在った柔然、突厥、南北朝時代の中国の物とよく類似している。一方、墳墓も多数発見されており、その出土品は他の遊牧民の物と大きな違いが無い。装飾に用いられた動物文様も他のステップ遊牧民の物と共通だが、アヴァールの方が多少優美に感じられる。動物文様の他には幾何学文様も用いられた。

## アヴァールの国家組織
アヴァール可汗国は強力な軍事力と発達した政治機構を持つ遊牧国家であり、支配者は東アジアの遊牧国家君主号であるカガン（khagan：可汗）を称した。カガンを中心として「イウグル」と「トゥドゥン」と呼ばれる二人の高官が補佐する体制。またパンノニアで発見されたアヴァールが残したと考えられる鐙・火打ち金などの出土品は東アジアや北アジアに起源があり、アヴァールが鐙を西欧に伝えたことで西欧の戦闘法に大きな影響を与えた。一方で、アヴァール人の進出によってカルパチア盆地やドナウ川上流域に残っていたテウルニア、ウィルーヌムといった司教区は消滅した。

## 遺伝的要素
アヴァール人の男性14人（11人が初期アヴァール人、3人が中～後期アヴァール人）を対象にしたY染色体ハプログループ分析では、初期アヴァール人の11人のうち6
人がN、2人がR1a、それぞれ1人がC2、G、I1であり、中～後期アヴァール人3人はそれぞれC2、N、E1b1bであった。特に初期においては東ユーラシア由来のハプログループN-F4205（現代のブリヤート人、モンゴル人、トゥヴァ人を特徴付ける型）が高頻度であり、アヴァール人の起源がモンゴロイドであるという従来からの見解が遺伝的にも示されたことになる。
パンノニア盆地から発見された7世紀の26人の古人骨の分析では、mtDNAハプログループはほとんどが東アジア由来、Y-DNAハプログループは全てが東アジア由来（すべてがNとQのみで占められていた）であった。
アヴァール時代の7～9世紀のカルパチア盆地から発見された31人の人骨のミトコンドリアDNAハプログループの分析結果は、ほとんどがH、K、T、Uなどのヨーロッパ人のタイプであったが、15.3％からC、M6、D41c、F1aなどのアジア人のハプログループが検出された。
スロヴァキアCífer‐Páckで発見された8～9世紀のアバール人-スラヴ人の62人の遺骨のmtDNAハプログループ分析（46人で実施）では、93.48％で西ユーラシア人の型が示された。東ユーラシア人の遺伝子も検出されたが、他のアヴァール人の遺伝子調査よりも低かった。この調査で検出された遺伝子は、アヴァール人と現在スラヴ人の中間を示すため、両者の混合と考えられる。

## 言語系統
アヴァールの言語はモンゴル系である。なおウィリアム・バクスターとローラン・サガールによる上古音再構では烏桓、烏丸は/*ʔˤa  ɦʷˤar/とされている。この漢字の上古音の再構が正しければアヴァールという呼称が烏桓・烏丸と同じ民族名に因るものである可能性が高い。

## 柔然＝アヴァール説
フランスの史家ジョゼフ・ド・ギーニュは、7世紀の東ローマ帝国の歴史家テオフィラクト・シモカッタの記録と中国の史書を照らし合わせ、以下の3つの共通点を柔然＝アヴァールの根拠とした。
テオフィラクトの記録
- テュルク（Türk）に破られる前のアヴァールは全スキタイ（東方遊牧民）中の最強者であった。
- アヴァールはテュルクに撃破されると、その一部がTaugasなる国とMukri（ムクリ）に逃亡した。
- アヴァールの君主号は「Gagan」または「Khaghan」という。

中国の史書
- 柔然が突厥（テュルク）に撃破される以前は、北狄第一の強者であった。
- 柔然は突厥に破られると、その一部は西魏に逃亡した。
- 柔然の君主号は「可汗」という。

テオフィラクト・シモカッタの著書『世界史』において、アヴァールを真アヴァールと偽アヴァールに分けているが、柔然＝アヴァール説では真アヴァールを柔然に比定し、偽アヴァールをヨーロッパのアヴァールに比定することもある。

## 中国史書の阿抜国
中国の歴史書『隋書』に「阿抜国」という国名が記されている。この「阿抜」を柔然の一部で、西に移動したアヴァールと関係づけることが多いが、鉄勒の「阿跌」（エディズ Ädiz）部族の誤りだとする説もある。

## 突厥碑文のアパル
8世紀に建てられた東突厥第二可汗国時代の碑文（突厥碑文）である『キュル・テギン碑文』と『ビルゲ・カガン碑文』に刻まれている民族名「(.R.P) Apar」はアヴァールに比定されている。ここでのアパルは始畢可汗の葬儀に参列した民族のひとつとして描かれている。

## 参考資料
- 佐口透、山田信夫、護雅夫『騎馬民族史2-正史北狄伝』（平凡社、1972年）
- 内田吟風『北アジア史研究 鮮卑柔然突厥篇』（同朋舎出版、1975年、ISBN 4810406261）
- 護雅夫・岡田英弘『民族の世界史4 中央ユーラシアの世界』（山川出版社、1996年 ISBN 4634440407）
- 林幹『突厥与回紇史』（内蒙古人民出版社、2007年、ISBN 9787204088904）